# Saint-Maurice-la-Fougereuse
Saint-Maurice-la-Fougereuse är en kommun i departementet Deux-Sèvres i regionen Nouvelle-Aquitaine i västra Frankrike. Kommunen ligger i kantonen Argenton-les-Vallées som tillhör arrondissementet Bressuire. År 2018 hade Saint-Maurice-la-Fougereuse 543 invånare.

## Befolkningsutveckling
Antalet invånare i kommunen Saint-Maurice-la-Fougereuse
| Referens: INSEE |